# Last Game
Last Game (Nhật: ラストゲーム Hepburn: Rasuto Gēmu) là một series manga Nhật Bản được viết và minh họa bởi Shinobu Amano. Bộ manga được đăng dài kỳ trên tạp chí shōjo manga LaLa của Hakusensha từ tháng 7 năm 2011 đến tháng 6 năm 2016. Bộ truyện xoay quanh Yanagi Naoto và Kujō Mikoto từ lúc họ lần đầu gặp nhau tại trường tiểu học cho đến khi cả hai học năm hai đại học, nơi diễn ra hầu hết các sự kiện trong manga.

## Cốt truyện
Sinh ra trong một gia đình giàu có và địa vị xã hội cao, Yanagi Naoto không những giàu có và được nuông chiều mà cậu còn thông minh, lịch lãm, đẹp trai và chưa từng dể thua ai trước đó, cho đến khi Kujō Mikoto chuyển đến lớp cậu. Hai người hoàn toàn đối lập nhau vì Mikoto là một cô gái nghèo và gần như không biểu hiện cảm xúc. Giữa họ diễn ra một cuộc thi đua ngược chiều, nơi Naoto luôn cố gắng giành phần thắng trong mọi lĩnh vực nhưng luôn phải chịu thất bại, điều này khiến cậu vô cùng chán nản. Thề sẽ giành chiến thắng trước Mikoto ít nhất một lần, cậu theo Mikoto học chung cấp hai, cấp ba, và cuối cùng vào đại học, nơi cậu đặt ra "Trò chơi cuối cùng" (Last game) cùng với cô để quyết định xem ai trong số họ tốt hơn. Suy nghĩ về cách các cô gái trong trường bị quyến rũ vì anh, Naoto quyết tâm làm điều tương tự với Mikoto và sau đó phá vỡ trái tim cô không thương tiếc. Tuy nhiên, với tất cả nỗ lực và sự thẳng thắn bên cạnh sự thiếu hiểu biết của Mikoto đối với cảm xúc của con người, Naoto bất ngờ thấy mình yêu cô! Câu chuyện kể về mối quan hệ của họ khi đó dần tiến triển với các sự kiện giúp mỗi người ngày càng phát triển về bản thân và mối quan hệ của hai người.

## Nhân vật
Naoto Yanagi (柳 尚人 Yanagi Naoto)
Naoto xuất thân từ một gia đình giàu có, vì vậy cậu đã quen với việc đạt được những gì mình muốn và xuất sắc trong mọi lĩnh vực, kể cả là thể thao hay học tập. Cậu gặp Mikoto ở trường tiểu học khi cô chuyển trường và ngay lập tức ghét cô vì là đối thủ cạnh tranh vị trí đứng đầu. Với điều kiện sống của mình, cậu là người kiêu ngạo và hư hỏng nhưng lại không thể hiện điều đó trước các cô gái trong lớp. Mặc dù ban đầu ghét Mikoto, cậu bắt đầu quan tâm đến cô và cuối cùng nảy sinh tình cảm. Ở trường đại học, cậu tham gia câu lạc bộ Thiên văn học cùng với Mikoto. Cuối truyện, cậu kết hôn cùng với Mikoto.
Mikoto Kujō (九条 美琴 Kujō Mikoto)
Mikoto xuất thân từ một gia đình nghèo, bố cô mất khi cô còn nhỏ và kinh tế gia đình phải phụ thuộc hoàn toàn vào mẹ. Cô thích học tập và là một người sống khép kín. Cô ấy có một khoảng thời gian trở nên khó hiểu về cảm xúc của mình, và bắt đầu trở nên bối rối khi nhận ra mình thích Yanagi. Ở trường đại học, cô là thành viên của câu lạc bộ Thiên văn. Vào cuối truyện, cô kết hôn với Naoto và đổi họ của mình thành Yanagi, trở thành 'Yanagi Mikoto'.
Kei Sōma (相馬 蛍 Sōma Kei)
Kei là thành viên của câu lạc bộ Thiên văn học cùng với Yanagi và Mikoto. Cậu thường tỏ ra ghen tị với Yanagi và luôn mong muốn được nổi tiếng hơn anh ta. Cậu luôn cố gắng bày trò với Mikoto hòng làm Yanagi ghen, nhưng sau đó lại yêu cô thật lòng. Cậu đến từ một vùng quê và luôn cố gắng che giấu nó. Cậu quyết định đi học đại học ở Tokyo để quên đi việc bị thất tình. Cuối truyện, anh làm việc tại một công ty nổi tiếng nhưng vẫn gặp khó khăn trong việc tìm kiếm bạn gái.
Shiori Fujimoto
Người bạn thân nhất của Mikoto. Cô ấy vui vẻ, hướng ngoại và thường trêu chọc Mikoto. Shiori là người thuyết phục Mikoto tham gia câu lạc bộ Thiên văn sau khi họ gặp nhau trong một tiết học. Cô đang hẹn hò với chủ tịch câu lạc bộ Thiên văn.
Momoka Tachibana
Sinh viên cùng trường với chị gái của Yanagi. Cô phải lòng Yanagi. Cô từng bị béo phì ở trường tiểu học và bị bắt nạt vì điều đó, vì vậy cô đã quyết tâm thay đổi hoàn toàn ngoại hình của mình. Cuối truyện, cô trở thành một phát thanh viên nổi tiếng.

## Xuất bản
Last Game, được viết và minh họa bởi Shinobu Amano, được đăng dài kỳ trên tạp chí shōjo manga LaLa của Hakusensha từ ngày 24 tháng 7 năm 2011 đến ngày 24 tháng 6 năm 2016. Bảy tập truyện đã được xuất bản từ ngày 4 tháng 1 năm 2012 đến ngày 5 tháng 10 năm 2016. Một chương đặc biệt được xuất bản cùng với tập đầu tiên của tác phẩm tiếp theo của Amano,  Reverse X Rebirth, vào ngày 5 tháng 2 năm 2020.

### Danh sách tập truyện
| #                                                                                            | Phát hành tiếng Nhật | Phát hành tiếng Nhật                                            | Phát hành tiếng Việt | Phát hành tiếng Việt |
| #                                                                                            | Ngày phát hành       | ISBN                                                            | Ngày phát hành       | ISBN                 |
| -------------------------------------------------------------------------------------------- | -------------------- | --------------------------------------------------------------- | -------------------- | -------------------- |
| 1                                                                                            | 4 tháng 1 năm 2012   | 978-4-59-219343-2                                               | —                    | 978-604-2-11894-1    |
| 2                                                                                            | 5 tháng 7 năm 2012   | 978-4-59-219344-9                                               | —                    | 978-604-2-11895-8    |
| 3                                                                                            | 4 tháng 1 năm 2013   | 978-4-59-219345-6                                               | —                    | 978-604-2-11896-5    |
| 4                                                                                            | 5 tháng 7 năm 2013   | 978-4-59-219511-5                                               | —                    | 978-604-2-11897-2    |
| 5                                                                                            | 4 tháng 1 năm 2014   | 978-4-59-219512-2                                               | —                    | 978-604-2-11898-9    |
| 6                                                                                            | 4 tháng 7 năm 2014   | 978-4-59-219513-9                                               | —                    | 978-604-2-11899-6    |
| 7                                                                                            | 5 tháng 1 năm 2015   | 978-4-59-219514-6                                               | —                    | 978-604-2-11900-9    |
| 8                                                                                            | 5 tháng 6 năm 2015   | 978-4-59-219515-3 (bản thường) 978-4-59-210560-2 (bản đặc biệt) | —                    | 978-604-2-12251-1    |
| 9                                                                                            | 4 tháng 12 năm 2015  | 978-4-59-221058-0                                               | —                    | 978-604-2-12252-8    |
| 10                                                                                           | 3 tháng 6 năm 2016   | 978-4-59-221059-7                                               | —                    | 978-604-2-12253-5    |
| 11                                                                                           | 5 tháng 10 năm 2016  | 978-4-59-221060-3 (bản thường) 978-4-59-210566-4 (bản đặc biệt) | —                    | 978-604-2-12254-2    |
| Mã ISBN tiếng Việt được lấy từ Cục Xuất bản, In và Phát hành - Bộ thông tin và truyền thông. |                      |                                                                 |                      |                      |

## Đón nhận
Last Game xếp hạng thứ sáu trên danh sách top manga dành cho độc giả nữ Kono Manga ga Sugoi! năm 2013 của Takarajimasha.